# Clement Bischoff
Clement Bischoff, né le 16 décembre 2005 à Copenhague au Danemark, est un Footballeur danois qui évolue au poste d'arrière gauche ou de milieu de terrain au Brøndby IF.

## Biographie

### En club
Né à Copenhague au Danemark, Clement Bischoff est formé par le Fremad Amager avant de poursuivre sa formation avec le Brøndby IF, qu'il rejoint en janvier 2022. Il révèle à cette occasion qu'il est un fan du club depuis qu'il est tout petit.
Il joue son premier match en professionnel le 27 septembre 2023, lors d'une rencontre de coupe du Danemark face au Hellerup IK. Il entre en jeu à la place de Marko Divković et son équipe s'impose par trois buts à zéro.
Le 25 juillet 2024, il joue son premier match de coupe d'Europe, à l'occasion d'une rencontre qualificative pour la phase de groupe de la Ligue Conférence 2024-2025 face au KF Llapi Podujeve. Titulaire, il participe à la victoire de son équipe par six buts à zéro en étant l'auteur d'une passe décisive pour Noah Nartey,.

### En sélection nationale
Il représente le Danemark en sélection. Il fait ses débuts avec les moins de 19 ans en septembre 2023.